# 小池沙織
小池 沙織（こいけ さおり、1983年 - ）は、山梨県甲州市出身の元ロシア国立クレムリン・バレエ所属のバレエプリンシパルダンサー。現在は国内で後輩の育成につとめている。バレエダンサー育成の他にも、新体操選手や大人バレエ、バレエリトミックなどの指導にもあたっている。

## 概要
- 3歳から岩田バレエスクールにてバレエを始める。[1][2]
- 1994年：ユミクラシックバレエスタジオに入学[3]
- 2002年：ロシア国立ペルミバレエ学校に留学[3]
- 2005年ロシア国立サンクトペテルブルグ・アカデミー・バレエ団にソリストとして入団[3]
- 2005年：ベルリン国際タンゾリンプ フィスティバル銀メダル受賞[3]
- 2006年：ペルミ国際バレエコンクール"アラベスク2006"　観客賞[3]
- 2007年：マリ・エル共和国国立オペラ・バレエ劇場にプリンシパルとして入団[3]
- 2011年：ロシア国立・クレムリン・バレエ団に日本人として初めてソリストとして入団[3]
- 2014年：リーディングソリストに昇格[3]
- 2014年：タリン国際バレエコンクール二等賞およびベストデュエット賞を受賞[3]